# Al Faw
Al Faw (arabiska: الفاو) är en distriktshuvudort i Irak. Den ligger i distriktet Al-Faw District och provinsen Basra, i den sydöstra delen av landet, 500 km sydost om huvudstaden Bagdad. Al Faw ligger 2 meter över havet och antalet invånare är 104 569.
Terrängen runt Al Faw är mycket platt. Det finns inga andra samhällen i närheten. Omgivningarna runt Al Faw är i huvudsak ett öppet busklandskap.